# Perukmyrfågel
Perukmyrfågel (Rhegmatorhina melanosticta) är en fågel i familjen myrfåglar inom ordningen tättingar.

## Utseende och läte
Perukmyrfågel är en praktfull myrfågel. Fjäderdräkten är mestadels kastanjebrun, med scart ansikte, en stor vit ögonring och en vit eller rostbrun spretig tofs på huvudet. Sången består av en fallande och stigande serie med ljusa, hesa visslingar.

## Utbredning och systematik
Perukmyrfågel delas in i tre underarter:
- Rhegmatorhina melanosticta melanosticta – förekommer vid foten av Anderna i sydöstra Colombia till östra Ecuador och nordöstra Peru
- Rhegmatorhina melanosticta brunneiceps – förekommer i centrala delen av Peru söder om Marañónfloden (San Martín till norra Ayacucho)
- Rhegmatorhina melanosticta purusiana – förekommer i östra Peru, i sydvästra Amazonområdet i Brasilien och nordvästra Bolivia (Pando, La Paz)

## Levnadssätt
Perukmyrfågeln hittas i högväxt. Där ses den i par eller familjegrupper som följer svärmande vandringsmyror på jakt efter föda som skräms upp i deras framfart.

## Status och hot
Arten har ett stort utbredningsområde, men tros minska i antal, dock inte tillräckligt kraftigt för att den ska betraktas som hotad. Internationella naturvårdsunionen IUCN listar arten som livskraftig (LC).